# Marc Crépin
Pour les articles homonymes, voir Crépin.
Marc Crépin est un journaliste français dont la carrière s'est déroulée en grande partie au sein des chaînes du groupe Radio France depuis 1979.
Il compte plusieurs collaborations dans la presse écrite et il a aussi enseigné la pratique du journalisme à l'Ecole Supérieure de Journalisme de Lille et au Centre de Formation des Journalistes de Paris.   

## Biographie
Après des études de philosophie et de droit de l’information, il collabore à diverses publications (la Dépêche du Midi, l'Etudiant, le Monde de l'Education, le Matin de Paris, la revue Défense Nationale), en qualité de journaliste indépendant. Marc Crépin entre à Radio France en 1979 pour participer au lancement de Radio 7. Il rejoint ensuite la rédaction de France Inter avant d’occuper le poste d'Envoyé spécial permanent à Marseille entre 1982 et 1986. 
En 1987, il participe à la création de France Info puis part à Rome, deux ans plus tard, en qualité d'Envoyé spécial permanent de Radio France en Italie.
De retour à Paris, en 1993, nommé rédacteur en chef, il met en place le service Monde de France Info, puis il pilote en 1999, la numérisation de la chaîne qui est effective en février 2000. Il sera nommé en 2000, directeur adjoint de la station. Du 1er juin 2004 à octobre 2007, il est Envoyé spécial permanent de Radio France à Washington. Puis, il regagne la France pour prendre la direction de la rédaction de France Culture et France Musique le 2 novembre 2007, poste qu'il occupera jusqu'au 1er novembre 2012. 
Il rejoint alors Moscou, pour devenir Envoyé spécial permanent de Radio France en Russie. Il y restera 4 ans, jusqu'à la fin de l'année 2016 et laissera le poste à Claude Bruillot en janvier 2017. 
Marc Crépin a quitté Radio France le 1er octobre 2017. Il est désormais journaliste indépendant et consultant. 

## Publications
Marc Crépin est l'auteur avec Nicolas Martin, en 1983, de L'armée parle aux Editions Fayard. En 2017, il a publié aux Editions des ateliers Henry Dougier, Métamorphoses de la Russie depuis 1953,un ouvrage d'entretiens avec les témoins des changements historiques intervenus en Union Soviétique et en Russie depuis la mort de Staline.

## Distinctions
En 1984, il reçoit le Prix Eugène-Piccard de l'Académie française pour l'Armée parle, édité chez Fayard.